# Liga de Campeones de la EHF 1998-99
La Liga de Campeones de la EHF 1998-99 es la 39.ª edición de la competición. Comenzó el 27 de agosto de 1999 y concluyó el 29 de abril de 2000. En la final de la misma el Fútbol Club Barcelona derrotó por un global de 51-40 al Badel 1862 Zagreb.

## Primera ronda
6 de septiembre de 1998 (ida) - 13 de septiembre de 1998 (vuelta)
| Equipo 1         | Agr.    | Equipo 2                   | Ida     | Vuelta  |
| ---------------- | ------- | -------------------------- | ------- | ------- |
| RK Borac Travnik | 46 : 58 | Shevardeni G.T.U. Tbilissi | 24 : 24 | 22 : 34 |

## Dieciseisavos de final
3 y 4 de septiembre de 1998 (ida) - 10 y 11 de septiembre de 1998 (vuelta)
| Equipo 1                  | Agr.    | Equipo 2                   | Ida     | Vuelta  |
| ------------------------- | ------- | -------------------------- | ------- | ------- |
| Fútbol Club Barcelona     | 74 – 31 | Shevardeni G.T.U. Tbilissi | 44 : 15 | 30 : 16 |
| Red Boys Differdange      | 46 – 80 | Viking HK Stavanger        | 26 : 40 | 20 : 40 |
| Pfadi Winterthur          | 62 – 56 | Iskra Kielce               | 35 : 24 | 27 : 32 |
| BK-46 Karis               | 28 – 67 | Fotex Veszprém SE          | 18 : 32 | 10 : 35 |
| Estrella Roja de Belgrado | 49 – 54 | SKA Minsk                  | 30 : 22 | 19 : 32 |
| HC Granitas Kaunas        | 37 – 52 | ZTR Zaporiyia              | 21 : 25 | 16 : 27 |
| HC Alpi Prato             | 60 – 45 | HC Port Burgas             | 31 – 21 | 29 – 24 |
| HC Sparkasse Bruck        | 38 – 64 | RK Badel 1862 Zagreb       | 21 – 32 | 17 – 32 |
| Montpellier Handball      | 56 – 48 | ASKİ SK                    | 30 – 27 | 26 – 21 |
| HC Minaur Baia Mare       | 47 – 48 | GOG Gudme                  | 29 – 24 | 18 – 24 |
| RK Pelister Bitola        | 52 – 57 | HC Kovopetrol Plzen        | 30 – 27 | 22 – 30 |
| AC Doukas                 | 43 – 56 | THW Kiel                   | 22 – 26 | 21 – 30 |
| RK Celje Pivovarna Laško  | 75 – 41 | E&O Emmen                  | 32 – 16 | 43 – 25 |
| Kaustik Volgograd         | 60 – 52 | ABC Braga                  | 30 – 21 | 30 – 31 |
| Portland San Antonio      | 68 – 33 | Initia HC Hasselt          | 37 – 17 | 31 – 16 |
| Redbergslids Göteborg     | 45 – 34 | Hapoël Rishon LeZion       | 27 – 12 | 18 – 22 |

## Fase de grupos
| Colores de la tabla                            |
| ---------------------------------------------- |
| Equipos que se clasifican a la siguiente ronda |
| Equipos eliminados de Europa                   |

### Grupo A
| Pos. | Equipo            | Pts. | PJ | G | E | P | GF  | GC  | Dif. | Clasificación |
| ---- | ----------------- | ---- | -- | - | - | - | --- | --- | ---- | ------------- |
| 1    | Badel 1862 Zagreb | 15   | 6  | 5 | 0 | 1 | 150 | 127 | +23  |               |
| 2    | Fotex KC Veszprém | 9    | 6  | 3 | 0 | 3 | 147 | 130 | +17  |               |
| 3    | Montpellier HB    | 9    | 6  | 3 | 0 | 3 | 134 | 134 | 0    |               |
| 4    | H.C. Alpi Prato   | 3    | 6  | 1 | 0 | 5 | 128 | 168 | −40  |               |

 Fuente: 
| 08.11.1998 | H.C. Alpi Prato   | 19 | 33 | Badel 1862 Zagreb |
| 08.11.1998 | Montpellier HB    | 21 | 17 | Fotex KC Veszprém |
| 15.11.1998 | Fotex KC Veszprém | 37 | 22 | H.C. Alpi Prato   |
| 15.11.1998 | Badel 1862 Zagreb | 25 | 24 | Montpellier HB    |
| 05.12.1998 | H.C. Alpi Prato   | 20 | 22 | Montpellier HB    |
| 06.12.1998 | Fotex KC Veszprém | 27 | 25 | Badel 1862 Zagreb |
| 12.12.1998 | Montpellier HB    | 21 | 23 | Badel 1862 Zagreb |
| 12.12.1998 | H.C. Alpi Prato   | 26 | 22 | Fotex KC Veszprém |
| 02.01.1999 | Badel 1862 Zagreb | 25 | 18 | H.C. Alpi Prato   |
| 03.01.1999 | Fotex KC Veszprém | 26 | 17 | Montpellier HB    |
| 09.01.1999 | Montpellier HB    | 29 | 23 | H.C. Alpi Prato   |
| 09.01.1999 | Badel 1862 Zagreb | 19 | 18 | Fotex KC Veszprém |

### Grupo B
| Pos. | Equipo                | Pts. | PJ | G | E | P | GF  | GC  | Dif. | Clasificación |
| ---- | --------------------- | ---- | -- | - | - | - | --- | --- | ---- | ------------- |
| 1    | Fútbol Club Barcelona | 16   | 6  | 5 | 1 | 0 | 186 | 135 | +51  |               |
| 2    | ZTR Zaporiyia         | 9    | 6  | 3 | 0 | 3 | 148 | 154 | −6   |               |
| 3    | Pfadi Winterthur      | 7    | 6  | 2 | 1 | 3 | 154 | 160 | −6   |               |
| 4    | SKA Minsk             | 3    | 6  | 1 | 0 | 5 | 136 | 175 | −39  |               |

 Fuente: 
| 07.11.1998 | ZTR Zaporozhye    | 28 | 22 | Pfadi Winterthur |
| 08.11.1998 | SKA Minsk         | 17 | 30 | FC Barcelona     |
| 14.11.1998 | Pfadi Winterthur  | 28 | 21 | SKA Minsk        |
| 14.11.1998 | FC Barcelona      | 30 | 22 | ZTR Zaporozhye   |
| 05.12.1998 | SKA Minsk         | 25 | 24 | ZTR Zaporozhye   |
| 06.12.1998 | Pfadi Winterthur  | 25 | 25 | FC Barcelona     |
| 12.12.1998 | SKA Minsk         | 24 | 29 | Pfadi Winterthur |
| 12.12.1998 | ZTR Zaporozhye    | 20 | 29 | FC Barcelona     |
| 02.01.1999 | Badel 1862 Zagreb | 25 | 18 | H.C. Alpi Prato  |
| 02.01.1999 | FC Barcelona      | 39 | 26 | SKA Minsk        |
| 03.01.1999 | Pfadi Winterthur  | 25 | 29 | ZTR Zaporozhye   |
| 09.01.1999 | ZTR Zaporozhye    | 25 | 23 | SKA Minsk        |
| 09.01.1999 | FC Barcelona      | 33 | 25 | Pfadi Winterthur |

### Grupo C
| Pos. | Equipo            | Pts. | PJ | G | E | P | GF  | GC  | Dif. | Clasificación |
| ---- | ----------------- | ---- | -- | - | - | - | --- | --- | ---- | ------------- |
| 1    | THW Kiel          | 18   | 6  | 6 | 0 | 0 | 181 | 149 | +32  |               |
| 2    | Kaustik Volgograd | 9    | 6  | 3 | 0 | 3 | 166 | 168 | −2   |               |
| 3    | GOG Gudme         | 6    | 6  | 2 | 0 | 4 | 160 | 180 | −20  |               |
| 4    | Viking Stavanger  | 3    | 6  | 1 | 0 | 5 | 166 | 176 | −10  |               |

 Fuente: 
| 07.11.1998 | GOG Gudme         | 26 | 31 | THW Kiel          |
| 08.11.1998 | Viking Stavanger  | 24 | 25 | Kaustik Volgograd |
| 15.11.1998 | THW Kiel          | 35 | 29 | Viking Stavanger  |
| 15.11.1998 | Kaustik Volgograd | 31 | 21 | GOG Gudme         |
| 05.12.1998 | GOG Gudme         | 29 | 28 | Viking Stavanger  |
| 12.12.1998 | GOG Gudme         | 35 | 28 | Kaustik Volgograd |
| 12.12.1998 | SKA Minsk         | 24 | 29 | Pfadi Winterthur  |
| 13.12.1998 | Viking Stavanger  | 23 | 27 | THW Kiel          |
| 02.01.1999 | THW Kiel          | 28 | 23 | GOG Gudme         |
| 03.01.1999 | Kaustik Volgograd | 34 | 28 | Viking Stavanger  |
| 09.01.1999 | Kaustik Volgograd | 23 | 30 | THW Kiel          |
| 09.01.1999 | Viking Stavanger  | 34 | 26 | GOG Gudme         |
| 10.01.1999 | THW Kiel          | 30 | 25 | Kaustik Volgograd |

### Grupo D
| Pos. | Equipo                | Pts. | PJ | G | E | P | GF  | GC  | Dif. | Clasificación |
| ---- | --------------------- | ---- | -- | - | - | - | --- | --- | ---- | ------------- |
| 1    | Celje Pivovarna Lasko | 13   | 6  | 4 | 1 | 1 | 178 | 142 | +36  |               |
| 2    | Portland San Antonio  | 12   | 6  | 4 | 0 | 2 | 167 | 158 | +9   |               |
| 3    | Redbergslids Göteborg | 10   | 6  | 3 | 1 | 2 | 146 | 141 | +5   |               |
| 4    | HC Kovopetrol Plzen   | 0    | 6  | 0 | 0 | 6 | 129 | 179 | −50  |               |

 Fuente: 
| 08.11.1998 | Redbergslids Göteborg | 33 | 25 | Portland San Antonio  |
| 09.11.1998 | HC Kovopetrol Plzen   | 21 | 27 | Celje Pivovarna Lasko |
| 14.11.1998 | Portland San Antonio  | 28 | 22 | HC Kovopetrol Plzen   |
| 14.11.1998 | Celje Pivovarna Lasko | 31 | 16 | Redbergslids Göteborg |
| 05.12.1998 | Redbergslids Göteborg | 29 | 20 | HC Kovopetrol Plzen   |
| 05.12.1998 | Celje Pivovarna Lasko | 27 | 24 | Portland San Antonio  |
| 12.12.1998 | HC Kovopetrol Plzen   | 26 | 32 | Portland San Antonio  |
| 12.12.1998 | Redbergslids Göteborg | 24 | 24 | Celje Pivovarna Lasko |
| 03.01.1999 | Portland San Antonio  | 23 | 19 | Redbergslids Göteborg |
| 03.01.1999 | Celje Pivovarna Lasko | 38 | 22 | HC Kovopetrol Plzen   |
| 03.01.1999 | Celje Pivovarna Lasko | 38 | 22 | HC Kovopetrol Plzen   |
| 09.01.1999 | HC Kovopetrol Plzen   | 18 | 25 | HC Kovopetrol Plzen   |
| 09.01.1999 | Portland San Antonio  | 35 | 31 | Celje Pivovarna Lasko |

## Cuartos de final
30 - 31 de enero (ida) - 6 - 7 de febrero (vuelta)
| Equipo 1          | Total | Equipo 2              | 1.º partido | 2.º partido |
| ----------------- | ----- | --------------------- | ----------- | ----------- |
| ZTR Zaporiyia     | 43:48 | Badel 1862 Zagreb     | 21:22       | 22:26       |
| Fotex KC Veszprém | 53:58 | Fútbol Club Barcelona | 29:29       | 24:29       |
| THW Kiel          | 48:50 | Portland San Antonio  | 21:24       | 27:26       |
| Kaustik Volgograd | 41:51 | Celje Pivovarna Lasko | 18:22       | 23:29       |

## Semifinales
27 de febrero (ida) - 6 y 7 de marzo (vuelta)
| Equipo 1              | Total | Equipo 2              | 1.º partido | 2.º partido |
| --------------------- | ----- | --------------------- | ----------- | ----------- |
| Celje Pivovarna Lasko | 61:62 | Fútbol Club Barcelona | 35:32       | 26:30       |
| Badel 1862 Zagreb     | 50:48 | Portland San Antonio  | 27:22       | 23:26       |

## Final
10 de abril (ida) - 17 de abril (vuelta)
| Equipo 1          | Total | Equipo 2              | 1.º partido | 2.º partido |
| ----------------- | ----- | --------------------- | ----------- | ----------- |
| Badel 1862 Zagreb | 40:51 | Fútbol Club Barcelona | 22:22       | 18:29       |

## Goleadores
Los principales goleadores de la EHF Champions League 1998–99 fueron:
| #  | Jugador               | Equipo                | Goles |
| -- | --------------------- | --------------------- | ----- |
| 1  | Zlatko Saračević      | Badel 1862 Zagreb     | 46    |
| 2  | Zvonimir Bilic        | Badel 1862 Zagreb     | 38    |
| 3  | Rastko Stefanovic     | Celje Pivovarna Lasko | 37    |
| 4  | Pepi Manaskov         | Celje Pivovarna Lasko | 31    |
| 4  | Antonio Carlos Ortega | FC Barcelona          | 31    |
| 6  | József Eles           | Fotex KC Veszprém     | 30    |
| 6  | Dragan Skrbic         | Celje Pivovarna Lasko | 30    |
| 8  | Enric Masip           | FC Barcelona          | 28    |
| 9  | Rafael Guijosa        | FC Barcelona          | 27    |
| 10 | Roman Pungartnik      | Celje Pivovarna Lasko | 25    |